# Wilhelm von Jecklin
Eduard Wilhelm Christian von Jecklin (* 11. Mai 1875 in St. Johann an der Saar, Saarbrücken; † 27. August 1937 in Mainz) war ein deutscher Offizier und Politiker.

## Leben und Tätigkeit
Wilhelm von Jecklin entstammt einer ursprünglich schweizerischen Adelsfamilie und war ein Sohn vom späteren Gerichtsassessor und kaiserlichem Generalkonsul Karl Christian von Jecklin (* 1858) und seiner Frau Mathilde Johanna Elisabeth Hanssen (* 1872).
Wilhelm von Jecklin trat in den 1890er Jahren in die preußische Armee ein. 1905 war er als Oberleutnant im Grenadierregiment Nr. 12 und zur Kriegsakademie nach Berlin kommandiert. In der Anfangsphase des Ersten Weltkriegs wurde Jecklin als Hauptmann bei einer Maschinengewehrkompanie schwer verwundet. Im weiteren Verlauf des Krieges gehörte Jecklin unter anderem dem Jäger-Regiment Nr. 13 an. Ab 20. November 1916 war er Kommandeur des Reserve-Jäger-Bataillons Nr. 8 im Infanterie-Regiment 45, an und wurde noch zweimal leicht verwundet. Er wurde bis zum Major befördert und diente in diesem Dienstgrad als Bataillonskommandeur.
1922 errichteten die Architekten Erich Glas und Alfred Gerschel in der Lindenallee 1/2 (Berlin-Charlottenburg) für von Jecklin ein Wohnhaus, welches im Zweiten Weltkrieg aber zerstört wurde.
Jecklin war von 1925 bis 1933 Mitglied der Berliner Stadtverordnetenversammlung für die Deutschnationalen Volkspartei (DNVP). Daneben war er zeitweise Leiter der Presseabteilung der DNVP und wurde Herausgeber der T.D.N.Z. (Täglicher Dienst für nationale Zeitungen).
1900 heiratete er in Berlin die Südafrikanerin Carrie Wille. Wilhelm von Jecklin war Mitglied des Deutschen Herrenklubs.

## Werke (Auswahl)
- The militray interpreter. In: Organ der Militärwissenschaftlichen Vereine, Band 71, Militärwissenschaftlicher Verein, 1905, S. XXXVIII ff.
- Die Infanterie-Maschinengewehre um Angriffsgefecht. In: Vierteljahrshefte für Truppenführung und Heereskunde, Band 11, Ausgaben 1–2, Mittler, 1914.
- Die Berliner Kommunalpolitik. In: Der Ring, 5, 1932, S. 758 ff.